# Лоури, Томми
То́мас Ло́ури (англ. Thomas Lowrie; 14 января 1928 — 24 апреля 2009), также известный как То́мми Ло́ури (англ. Tommy Lowrie) — шотландский футболист, хавбек.

## Футбольная карьера
Уроженец Глазго, Лоури начал футбольную карьеру в шотландском клубе «Трун Атлетик». В августе 1947 года перешёл в «Манчестер Юнайтед» по рекомендации Джимми Дилейни, который увидел игру Томми за «Трун» в товарищеском матче. В основном составе «Юнайтед» дебютировал 7 апреля 1948 года в матче Первого дивизиона против «Манчестер Сити» и произвёл своей игрой «хорошее впечатление». Тем не менее, за несколько лет не смог пробиться в основной состав, сыграв за клуб только 13 матчей в лиге. В последний раз за «Юнайтед» в чемпионате он сыграл 1 октября 1949 года против «Сандерленда» — в той игре нападающий соперника Лен Шеклтон «провоцировал» Лоури, побуждая последнего попытаться отобрать у него мяч. В марте 1951 года Томми вернулся в Шотландию, став игроком «Абердина».
С 1951 по 1952 год выступал за «Абердин» (36 матчей, 1 гол). В 1952 году перешёл в английский «Олдем Атлетик», где сразу стал игроком основного состава. В сезоне 1952/53 помог команде выиграть Третий северный дивизион и выйти во Второй дивизион, однако уже год спустя команда вернулась в Третий северный дивизион, заняв последнее 22-е место во Втором дивизионе. Лоури выступал за «Олдем Атлетик» до 1955 года, сыграв за команду 91 матч и забив 5 голов.
В дальнейшем играл за клубы «Странраер» и «Бервик Рейнджерс», пока не завершил карьеру в 1956 году.
После завершения карьеры игрока работал тренером шотландского клуба «Ист-Килбрайд Тисл».
Умер в Белсхилле в 2009 году в возрасте 81 года.

## Статистика выступлений
| Клуб              | Сезон            | Лига | Лига | Кубок | Кубок | Итого | Итого |
| Клуб              | Сезон            | Игры | Голы | Игры  | Голы  | Игры  | Голы  |
| ----------------- | ---------------- | ---- | ---- | ----- | ----- | ----- | ----- |
| Манчестер Юнайтед | 1947/48          | 2    | 0    | 0     | 0     | 2     | 0     |
| Манчестер Юнайтед | 1948/49          | 8    | 0    | 0     | 0     | 8     | 0     |
| Манчестер Юнайтед | 1949/50          | 3    | 0    | 0     | 0     | 3     | 0     |
| Манчестер Юнайтед | 1950/51          | 0    | 0    | 1     | 0     | 1     | 0     |
| Манчестер Юнайтед | Итого            | 13   | 0    | 1     | 0     | 14    | 0     |
| Абердин           | 1950/51          | 5    | 0    | 0     | 0     | 5     | 0     |
| Абердин           | 1951/52          | 24   | 1    | 7     | 0     | 31    | 1     |
| Абердин           | Итого            | 29   | 1    | 7     | 0     | 36    | 1     |
| Олдем Атлетик     | 1952/53          | 38   | 0    | 3     | 0     | 41    | 0     |
| Олдем Атлетик     | 1953/54          | 29   | 5    | 2     | 0     | 31    | 5     |
| Олдем Атлетик     | 1954/55          | 12   | 0    | 0     | 0     | 12    | 0     |
| Олдем Атлетик     | Итого            | 79   | 5    | 5     | 0     | 84    | 5     |
| Странраер         | 1955/56          | 3    | 2    | 0     | 0     | 3     | 2     |
| Странраер         | Итого            | 3    | 2    | 0     | 0     | 3     | 2     |
| Бервик Рейнджерс  | 1955/56          | 2    | 0    | 0     | 0     | 2     | 0     |
| Бервик Рейнджерс  | Итого            | 2    | 0    | 0     | 0     | 2     | 0     |
| Всего за карьеру  | Всего за карьеру | 86   | 0    | 6     | 0     | 92    | 0     |

## Достижения
Олдем Атлетик
- Чемпион Третьего северного дивизиона: 1952/53